# Torquato Tasso
Torquato Tasso (Sorrento, 11 de março de 1544 — Roma, 25 de abril de 1595) foi um poeta italiano, contemporâneo de Ariosto, do século XVI, conhecido pelo poema La Gerusalemme Liberata (A Jerusalém libertada), de 1580, no qual descreve os combates imaginários entre cristãos e muçulmanos, no fim da Primeira Cruzada, durante o Cerco de Jerusalém de 1099. Ele sofria de uma doença mental e morreu poucos dias antes de ser prevista sua coroação como o rei dos poetas pelo Papa. Até o início do século XIX, Tasso continua sendo um dos poetas mais lidos na Europa.

## Vida e obra
Nascido em Sorrento, filho de Bernardo Tasso, um nobre de Bérgamo, sua mãe Porzia de Rossi era uma nobre da Toscana, que morreu em 1556, enquanto em 1558 a irmã escapou por pouco da morte quando os turcos atacaram Sorrento.
É um dos clássicos renascentistas, que aparece já na época decadente da literatura italiana. Após abandonar os estudos de jurisprudência, que iniciara em Pádua, entrou em 1565 para a corte dos Estenses, onde passou sete anos sem uma ocupação fixa. Por esse tempo já planejara e escrevia seu célebre poema, terminado só em 1575.
Assaltado, entretanto, por escrúpulos de ordem estética e, especialmente, religiosa, foi sempre adiando a publicação de sua obra. Agravando-se seu estado de escrúpulos, começou a dar mostras de descontrole mental, em 1576, e a mania de perseguição não tardou em torná-lo perigoso. Esteve várias vezes recolhido em conventos e manicômios, e foi, numa dessas ocasiões, que lhe roubaram os manuscritos do seu poema, publicando-o sem sua autorização.
O poema suscitou vivas polêmicas, que ainda mais agravaram o estado do poeta. Doente e na miséria passou a mendigar proteção e favores ora numa corte, ora noutra, recebendo já no último ano de sua vida, a graça duma pensão papal, por intermédio do cardeal Pietro Aldobrandini. Em 1593 fez ainda aparecer seu poema revisado, sob o título de Gerusalemme conquistata.
Torquato Tasso foi amigo do pintor italiano Bernardo Castello.
No final de sua vida passou a viver no mosteiro jerônimo de Sant'Onofrio al Gianicolo, em Roma, onde morreu e está sepultado.

## Obras
- Gerusalemme Liberata (Jerusalém libertada)
- Gerusalemme Conquistata (Jerusalém conquistada)
- Aminta (comédia pastoril)
- Rinaldo
- Il monte Oliveto
- Le sette giornate del mondo creato
- Vita de San Benedetto
- Lagrime de Maria Vergine
- Lagrime di Gesu Cristo

## Curiosidades
Tasso escreveu em 1580 um soneto encomiástico a Luís de Camões ("buon Luigi"), como tributo ao poeta português, o único na Europa que Tasso dizia temer como rival.
José Agostinho de Macedo considerava Tasso superior a Homero e a Virgílio, e afirmava Jerusalém como o mais perfeito dos poemas épicos.

## Torquato Tasso no cinema
- Torquato Tasso, direção de Luigi Maggi (1909)
- Torquato Tasso, direção de Roberto Danesi (1914)

## Adaptações cinematográficas deGerusalemme Liberata
O primeiro diretor a fazer um filme sobre a ópera foi Enrico Guazzoni. O mesmo em 1913 e 1918 ele fará dois remakes;
- Gerusalemme liberata, de Enrico Guazzoni (1910);
- La Gerusalemme liberata, de Enrico Guazzoni (1918);
- La Gerusalemme liberata, de Carlo Ludovico Bragaglia (1957);
- I due crociati, paródia de Giuseppe Orlandini com Franco e Ciccio (1968).